# Воклен, Луи Никола
Луи́-Николя́ Вокле́н (фр. Louis-Nicolas Vauquelin; 16 мая 1763, Сент-Андре-д’Эберто, Нормандия — 14 ноября 1829, там же) — французский химик и фармацевт, известный, в частности, открытием двух новых химических элементов — хрома и бериллия. Шевалье Империи (с 1 апреля 1809 года).
Член Парижской академии наук (1795), иностранный член Лондонского королевского общества (1823).

## Биография
Воклен родился в бедной семье. Его отец управлял рабочими в замке д’Эберто, который принадлежал младшему сыну канцлера д’Агессо.
Будучи студентом, Воклен был вынужден работать, а в возрасте тринадцати или четырнадцати лет он отправился в Руан, где брал уроки по физике и химии у одного фармацевта в группе из нескольких человек. Здесь он подрабатывал лаборантом. Приводя в порядок лабораторию и поддерживая пламя в печи, Воклен схватывал на лету слова профессора и запоминал все, что было существенным на каждом уроке.
Ночью, после работы, Воклен записывал с помощью нескольких книг, которые ему давали другие ученики, то, что запоминал, на листах бумаги. Уличённый за этим занятием фармацевтом, Воклен вместо поощрения получил выговор, а когда это повторилось, фармацевт пришёл в ярость, вырвал у него из рук тетрадь и разорвал её. «Если бы у меня отобрали единственную одежду, которая у меня была бы, — вспоминал он впоследствии, — я бы меньше огорчился».
Возмущённый этим поступком, Воклен уехал из Руана — попытать счастья стать учеником фармацевта в Париже. Он пешком ушёл из городка, в котором жил, взяв с собой все свои совсем небольшие сбережения — шесть франков и немного одежды от своей покровительницы, госпожи д’Агессо. Кюре из Эберто необходимо было передать некоторые средства начальнику пермонтры, и он поручил это Воклену, который был щедро принят в очень богатом монастыре. Затем Воклен несколько лет работал в двух столичных лабораториях, после чего тяжёлая болезнь заставила его провести два месяца в парижской больнице Отель-Дьё. После больницы он хотел найти новую работу, но из-за слабости и бледного вида Воклену везде отказывали. Не имея средств, он шёл наугад по улице Сэнт-Дени, плача, и тут ему улыбнулась удача у фармацевта Шерадама, который, войдя в его бедственное положение, принял его.
У Шерадама Воклен познакомился со своим земляком — Ложьером. Здесь он познакомился также с несколькими другими учениками, вместе с которыми стал изучать латынь, древнегреческий язык и ботанику, которую он схватывал с удивительной лёгкостью. Химия не занимала его полностью. Когда Воклен понял необходимость знания латыни для продолжения своих занятий, он разорвал свой старый латинский словарь на отдельные листы, и когда шёл и по улице, разнося лекарства или выполняя другие поручения, он всегда держал несколько из них в руках, перечитывая до тех пор, пока не выучивал все слова наизусть. Для ускорения достижения успеха своим учеником, имеющим такую слабую подготовку, Шерадам поговорил о нём со своим родственником, химиком Антуаном-Франсуа Фуркруа, сестра которого нашла убежище в семье Шерадама. Фуркруа часто приезжал проведать свою сестру к Шерадаму, и когда ему понадобился фельдшер, Шерадам предложил ему Воклена.
Благодаря Фуркруа, который знал о бедности юноши, у Воклена теперь появилось жильё, стол, доход в 300 франков и, в довершение всего, лаборатория. Это было в те времена, когда химия была ещё только в процессе получения статуса науки. Разделяя мнение Лавуазье, Фуркруа считал важным для становления химии как науки преподавание этой дисциплины в лицее, в Парижском ботаническом саду и в своей собственной лаборатории. Фуркруа делал всё возможное для совершенствования образования Воклена. Он стал его наставником и мог дать ему почти всё необходимое для получения образования. Воклен изучал физику, анатомию, физиологию и естествознание, работая при этом в лаборатории герцога де Ларошфуко. Вскоре Воклен освоил химию в совершенстве. Фуркруа знакомил своего ученика с трудами древних и современных авторов, в результате чего у Воклена сформировался свой язык и стиль, ввёл его в научный мир и представил миру учёных, помог Воклену получить признание в обществе. Начиная с помощника и ученика, Воклен постепенно стал постоянным коллегой и близким другом Фуркруа. Последний же старался, чтобы его ученик не оставался в тени, а проявил себя, проводя с ним эксперименты, результаты которых появлялись под именем и руководителя и ученика. Два характера, уравновешенность Воклена и живость Фуркруа, хорошо дополняли друг друга.
Воклен прошёл путь от лаборанта до великого химика. Фуркруа хотел, чтобы тот стал профессором, как и он сам. В ходе первых испытаний на кафедре химии в Атенее искусств (Athénée des Arts) Воклен смутился, запнулся и замолчал. Однако, преодолев себя, он смог поступить и, в конце концов, получить все качества, необходимые для первоклассного профессора.
Когда освободилось место в Академии наук, Фуркруа использовал всё своё влияние для того, чтобы это место занял Воклен. Фуркруа постоянно использовал то доверие, которое ему давали политические события, для того, чтобы улучшить положение Воклена. В результате он был назначен профессором в Высшую горную школу (École des mines), и в Политехническую школу, а также испытателем золотых и серебряных слитков.
Когда Французская революция была в разгаре, и Франция была осаждена со всех сторон, Воклен был отправлен на изучение производства селитры, так же как Гаспар Монж, Клод Луи Бертолле и другие учёные. Он уехал, посетил цеха, и, наконец, с его участием удалось произвести большое количество селитры, которая была направлена для производства пороха. Он был назначен также инспектором Высшей горной школы. В его руках была коллекция минералов, и лаборатория, где проводились анализы, которые он публиковал в «Горном журнале» (Journal des Mines). В это время он стал преемником Ж. Арсета на кафедре химии в Коллеж де Франс.
Со смертью А.-Л. Броньяра освободилось место на кафедре прикладной химии в Ботаническом саду, и Воклен воспользовался этим случаем для того, чтобы сблизиться с Фуркруа, который там работал. При учреждении ордена Почётного легиона Воклен стал одним из первых его членов и был удостоен титула шевалье Империи. Он решил добиться создания специальной школы фармацевтики в Париже. Однако он получил отказ в управлении только что основанной Пробирной палаты, в которой он ходатайствовал об этом. Ему отказали под предлогом того, что для создания такой школы потребуются известные специалисты, практикующие врачи и лаборанты. После этого Воклен занялся написанием труда «Пробирное искусство», которое издал анонимно. Вскоре этот замечательный труд получил признание, и поскольку анонимный автор не мог быть никем другим, кроме опытного пробирщика, Воклен назвал себя. В 1809 году Фуркруа покинул кафедру химии на факультете медицины и она некоторое время оставалась вакантной, поскольку для того, чтобы её занять, необходимо было пройти конкурс и иметь звание доктора медицины. Из-за последнего требования Воклен был лишён возможности занять эту должность, поэтому он стал писать работу об анализе вещества головного мозга человека и животных. Блестяще выполнив эту работу, Воклен получил докторскую степень, а вместе с тем и должность заведующего этой кафедрой.
Воклен был членом Института Франции, членом Общества фармацевтов в Париже и его президентом в 1805, 1808 и 1814 годах, членом Королевской медицинской академии, профессором в Ботаническом саду и начальником испытаний в Пробирной палате. Он был легионером (кавалер) ордена Почётного легиона (18 декабря 1803 года) и Ордена Святого Михаила. Воклен был принят в Руанскую академию наук в 1810 году. В 1827 году был избран депутатом от департамента Кальвадос. В конце своей карьеры он пользовался уважением в мире учёных и почётом среди соотечественников.
Воклен любил вспоминать о своих родных местах, о бедности своих родителей, о приниженности своего положения и о тех тяжёлых испытаниях, через которые он прошёл в раннем возрасте. Почти каждый год он ездил в Эберто, чтобы навестить свою мать, обеспечить благополучие её и своих братьев и побыть среди родственников и учеников. Когда его здоровье пошатнулось, он захотел вернуться в родной городок, чтобы дышать там свежим воздухом. После довольно продолжительной болезни Воклен переехал жить в замок своего друга Дюамэля, где, несмотря на уход врача, он быстро слабел. Воклен умер спокойно, в ночь на 14 ноября 1829 года, переводя стихи Вергилия.

## Карьера
Параллельно или последовательно Воклен занимал пост инспектора шахт, профессора в Горной школе (l’École des mines) и в Политехнической школе (l'École polytechnique), анализировал образцы золота и серебра, был профессором химии в Коллеж де Франс и в Ботаническом саду в Париже, был членом Палаты торговли и промышленности Франции (Chambre de commerce et d’industrie en France), членом комиссии по фармацевтическим законам и, наконец, профессором химии на медицинском факультете, где он сменил Антуана Франсуа де Фуркруа в 1809 году. Вслед за ним чтению курсов, включающих также практику в лаборатории, последовали многие химики, в том числе Жан Луиз Лассень, некоторые из которых были за это награждены впоследствии.

## Вклад в химию и открытие химических элементов
Первые работы, проводимые Вокленом совместно с Фуркруа, публиковались под именем учителя, затем — под обоими именами. С 1790 года Воклен стал публиковаться один и с 1790 до 1833 года опубликовал 375 работ. Большая часть из них была простыми отчетами о проведении аналитических операций и патентами.
Среди всех веществ, которые он анализировал, Воклен обнаружил два новых элемента. В 1797 году он открыл в сибирской красной свинцовой руде новый элемент хром и в 1798 году получил его в свободном состоянии. В 1798 году обнаружил в минерале берилле окись неизвестного ранее металла — бериллия.
В 1799 году опубликовал одно из первых руководств по химическому анализу.
Воклен много занимался исследованием веществ растительного и животного происхождения, из которых выделил ряд химических соединений.
В 1809 году он выделил действующее вещество табака (Nicotiana Tabacum) — никотин (летучий алкалоид).
Воклен отдавал приоритет в открытии морфина Арману Сегену и Бернару Куртуа и не колеблясь говорил об этом после публикации работы Фридриха Сертюрнера в 1816 году.
Одним из учеников Воклена был Фридрих Штромейер, который вписал своё имя в историю химии, как первооткрыватель нового химического элемента — кадмия.

## Последние достижения
В 1801 году Воклен стал одним из основателей Общества поощрения национальной промышленности. Он был профессором Парижского университета с 1809 года. В 1806 году, изучая спаржу, он впервые обнаружил и выделил аминокислоту аспарагин. Он открыл также пектин и яблочную кислоту в яблоках и выделил камфорную и хинную кислоты.

## Память
В честь Воклена названа улица в 5-м округе Парижа, на которой расположена сейчас Высшая школа промышленной физики и химии.